# Campari Soda
Pour les articles homonymes, voir Campari Soda (homonymie).
Le Campari Soda est un  apéritif à base d'eau gazeuse et de 10 % d'alcool contenu dans une bouteille en verre blanc dépoli de 9,8 cL, sans étiquette (inscription du logo en relief) et de forme conique.

## Apéritif futuriste
L'artiste futuriste Fortunato Depero a créé la première bouteille de Campari au célèbre petit cône inversé, dessiné de nombreuses affiches publicitaires et publié Numero unico futurista Campari, un livre-recueil de ses œuvres et des textes du poète Giovanni Gerbino dédié à l'apéritif italien.

## Galerie

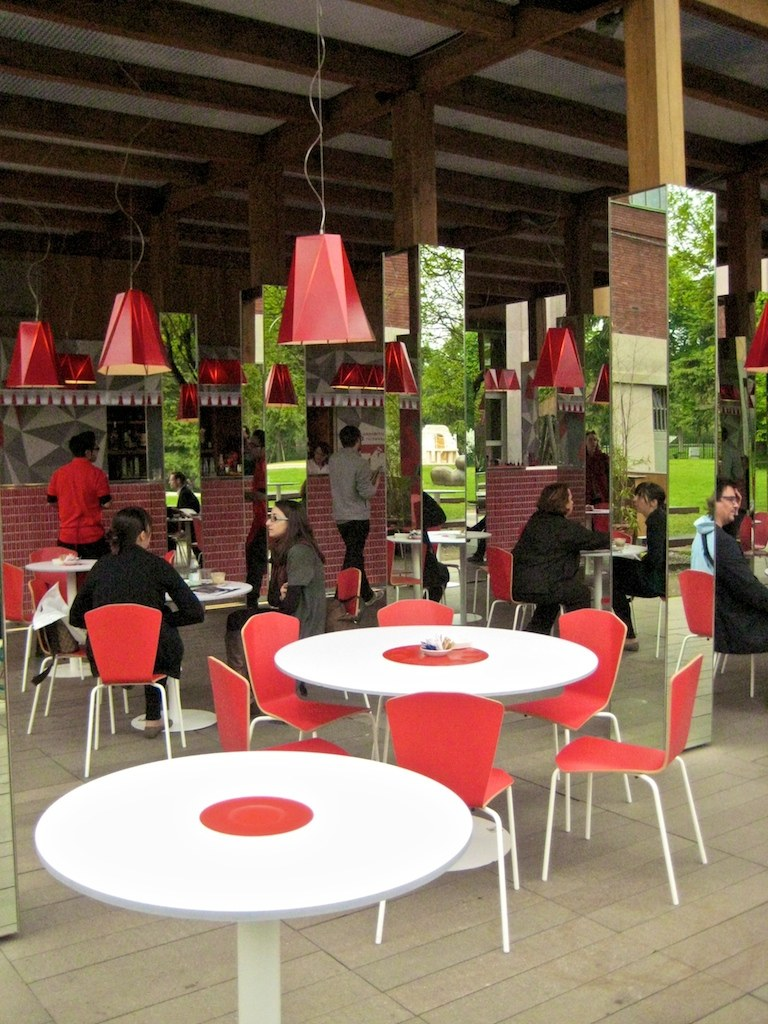
Buvette conçue par Matteo Ragni pour Camparisoda.
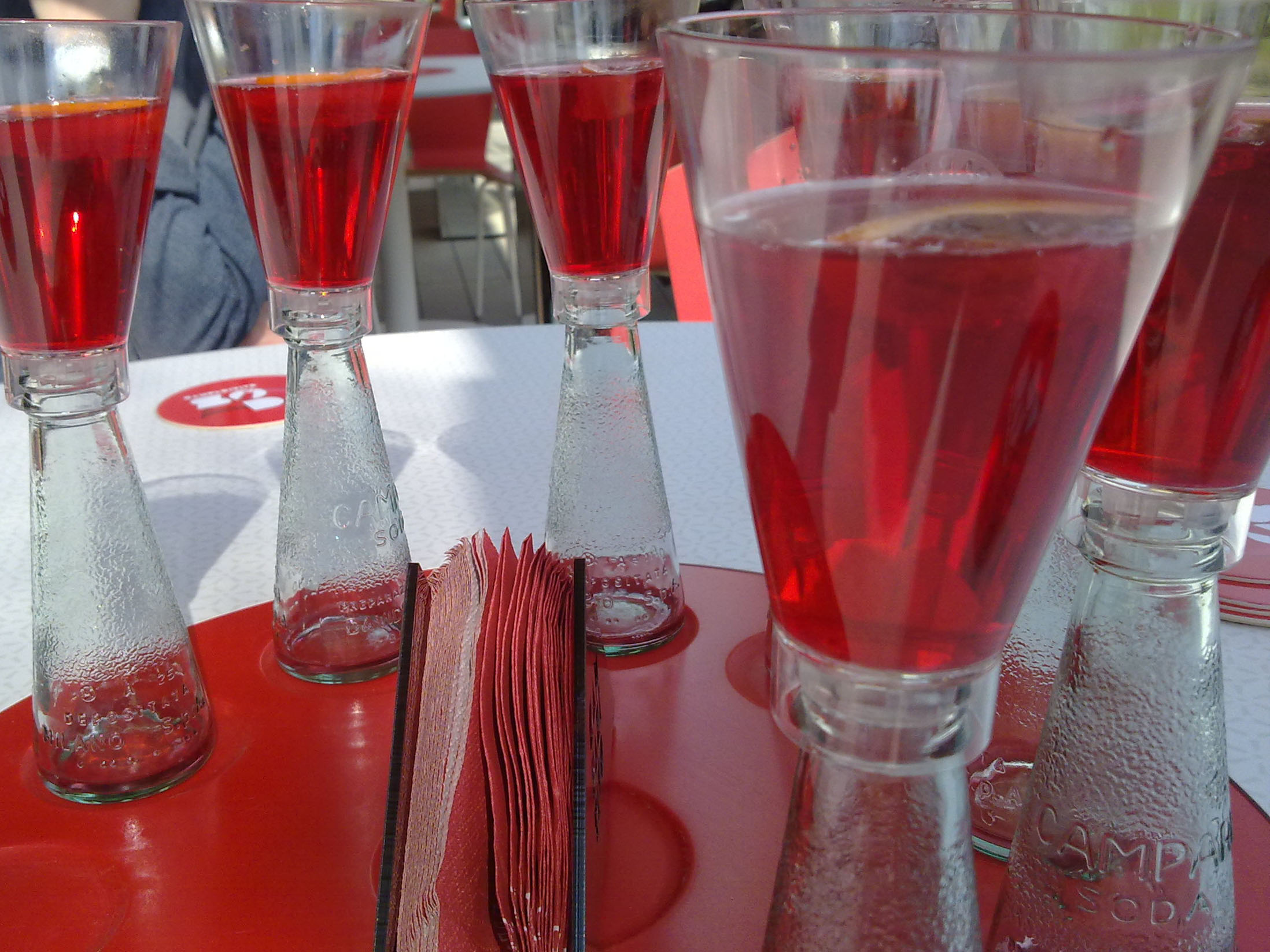
Le verre Clic.